# Kabinet-Marcinkiewicz
De regering van Kazimierz Marcinkiewicz was de Poolse regering van 31 oktober 2005 tot 14 juli 2006. Tot 5 mei 2006 was het een minderheidsregering van alleen de partij Recht en Rechtvaardigheid (PiS), daarna traden ook twee kleinere partijen toe die voordien slechts gedoogsteun hadden verleend.
Na de parlementsverkiezingen van 25 september 2005, waarin de linkse partijen een historische nederlaag hadden geleden, lag het aanvankelijk voor de hand dat er een rechtse coalitieregering zou komen van de PiS en het Burgerforum (PO), iets waar beide partijen voorafgaande aan de verkiezingen ook op hadden gezinspeeld. Tijdens de campagne voor de presidentsverkiezingen liepen de spanningen tussen beide partijen echter dermate hoog op, dat de PiS de coalitiebesprekingen liet mislukken en besloot een minderheidsregering te vormen van alleen de PiS met gedoogsteun van twee kleinere en bovendien extremere partijen in de Sejm, de Liga van Poolse Gezinnen (LPR) en Zelfverdediging van de Republiek Polen (Samoobrona). Als premier schoof PiS-leider Jarosław Kaczyński zijn relatief onbekende partijgenoot Kazimierz Marcinkiewicz naar voren; zijn tweelingbroer Lech was op dat moment kandidaat voor het ambt van president en uit peilingen was bekend dat veel Polen enigszins beducht waren om de twee tweelingbroers zowel de premier- als de presidentszetel te laten bezetten. 
Het kabinet-Marcinkiewicz werd beëdigd op 31 oktober 2005 en kreeg op 10 november het vertrouwen van de Sejm, met 272 stemmen voor en 187 tegen. Voor stemden naast de regeringspartij en de twee gedoogpartners ook de boerenpartij PSL. Tegen stemden de linkse SLD en het Burgerplatform. Jarosław Kaczyński sprak van een "Vierde Republiek" om aan te geven dat de regering van zijn partij een nieuw begin was in de Poolse geschiedenis. Hij zag dit nieuwe begin vooral in termen van terugdringing van de invloed van oud-communisten en verbetering van de openbare moraal. Zijn broer Lech was inmiddels tot president verkozen en hijzelf was weliswaar geen premier, maar had binnen de regering wel de touwtjes in handen in een constructie die wel "sturen vanaf de achterbank" werd genoemd.
De minderheidsregering van Marcinkiewicz slaagde er niet in een solide parlementaire meerderheid achter zich te krijgen en te houden. Eerst werd duidelijk dat vrijwel geen parlementariërs van Burgerplatform zich lieten verlokken om hun steun te geven aan de nieuwe regering. Samoobrona en de LPR lieten zich op de langere duur ook niet afschepen met hun gedoogrol, zodat Jarosław Kaczyński zich gedwongen zag hen op 5 mei 2006 alsnog op te nemen in een nieuwe meerderheidscoalitie. De leiders van deze partijen, Lepper en Giertych, werden vicepremier en kregen de portefeuille van Landbouw resp. Onderwijs.
Op 7 juli 2006 bood Marcinkiewicz na een conflict met Kaczyński onverwacht het ontslag van zijn regering aan. Drie dagen later trad de voltallige regering af en kwam er een nieuwe regering onder leiding van Jarosław Kaczyński, die qua samenstelling grotendeels een voortzetting was van het kabinet-Marcinkiewicz.

## Samenstelling
| Ministerie                                                  | Minister                       | Partij | Partij     | Ambtsperiode     | Ambtsperiode     |
| Ministerie                                                  | Minister                       | Partij | Partij     | van              | tot              |
| ----------------------------------------------------------- | ------------------------------ | ------ | ---------- | ---------------- | ---------------- |
| Voorzitter van de Ministerraad                              | Kazimierz Marcinkiewicz        |        | PiS        | 31 oktober 2005  | 14 juli 2006     |
| Vicepremier                                                 | Ludwik Dorn                    |        | PiS        | 21 november 2005 | 14 juli 2006     |
| Vicepremier                                                 | Zyta Gilowska                  |        | partijloos | 7 januari 2006   | 24 juni 2006     |
| Vicepremier                                                 | Andrzej Lepper                 |        | Samoobrona | 5 mei 2006       | 14 juli 2006     |
| Vicepremier                                                 | Roman Giertych                 |        | LPR        | 5 mei 2006       | 14 juli 2006     |
| Minister van Arbeid en Sociale Zaken                        | Krzysztof Michałkiewicz        |        | PiS        | 21 november 2005 | 5 mei 2006       |
| Minister van Arbeid en Sociale Zaken                        | Anna Kalata                    |        | Samoobrona | 5 mei 2006       | 14 juli 2006     |
| Minister van Binnenlandse Zaken en Administratie            | Ludwik Dorn                    |        | PiS        | 31 oktober 2005  | 14 juli 2006     |
| Minister van Buitenlandse Zaken                             | Stefan Meller                  |        | partijloos | 31 oktober 2005  | 9 mei 2006       |
| Minister van Buitenlandse Zaken                             | Anna Fotyga                    |        | PiS        | 9 mei 2006       | 14 juli 2006     |
| Minister van Cultuur en Nationaal Erfgoed                   | Kazimierz Michał Ujazdowski    |        | PiS        | 31 oktober 2005  | 14 juli 2006     |
| minister van Defensie                                       | Radosław Sikorski              |        | partijloos | 31 oktober 2005  | 14 juli 2006     |
| minister van Economie                                       | Piotr Woźniak                  |        | partijloos | 31 oktober 2005  | 14 juli 2006     |
| Minister van Financiën                                      | Teresa Lubińska                |        | partijloos | 31 oktober 2005  | 7 januari 2006   |
| Minister van Financiën                                      | Zyta Gilowska                  |        | partijloos | 7 januari 2006   | 24 juni 2006     |
| Minister van Financiën                                      | Paweł Wojciechowski            |        | partijloos | 24 juni 2006     | 14 juli 2006     |
| Minister van Gezondheid                                     | Zbigniew Religa                |        | PC         | 31 oktober 2005  | 14 juli 2006     |
| Minister van Justitie                                       | Zbigniew Ziobro                |        | PiS        | 31 oktober 2005  | 14 juli 2006     |
| Minister van Landbouw en Plattelandsontwikkeling            | Krzysztof Jurgiel              |        | PiS        | 31 oktober 2005  | 5 mei 2006       |
| Minister van Landbouw en Plattelandsontwikkeling            | Andrzej Lepper                 |        | Samoobrona | 5 mei 2006       | 14 juli 2006     |
| Minister van Milieu                                         | Jan Szyszko                    |        | PiS        | 31 oktober 2005  | 14 juli 2006     |
| Minister van Onderwijs                                      | Michał Seweryński              |        | partijloos | 31 oktober 2005  | 5 mei 2006       |
| Minister van Onderwijs                                      | Roman Giertych                 |        | LPR        | 5 mei 2006       | 14 juli 2006     |
| Minister van Regionale Ontwikkeling                         | Grażyna Gęsicka                |        | partijloos | 31 oktober 2005  | 14 juli 2006     |
| Minister van de Schatkist                                   | Andrzej Mikosz                 |        | partijloos | 31 oktober 2005  | 4 januari 2006   |
| Minister van de Schatkist                                   | Kazimierz Marcinkiewicz (a.i.) |        | PiS        | 4 januari 2006   | 15 februari 2006 |
| Minister van de Schatkist                                   | Wojciech Jasiński              |        | PiS        | 15 februari 2006 | 14 juli 2006     |
| Minister van Sport                                          | Tomasz Lipiec                  |        | partijloos | 31 oktober 2005  | 14 juli 2006     |
| Minister van Verkeer en Woningbouw                          | Jerzy Polaczek                 |        | PiS        | 31 oktober 2005  | 5 mei 2006       |
| Minister van Verkeer                                        | Jerzy Polaczek                 |        | PiS        | 5 mei 2006       | 14 juli 2006     |
| Minister van Woningbouw                                     | Antoni Jaszczak                |        | Samoobrona | 5 mei 2006       | 14 juli 2006     |
| Minister van Wetenschap en Hoger Onderwijs                  | Michał Seweryński              |        | partijloos | 31 oktober 2005  | 14 juli 2006     |
| Minister van Zeevaart                                       | Rafał Wiechecki                |        | LPR        | 5 mei 2006       | 14 juli 2006     |
| Minister zonder portefeuille, coördinator speciale diensten | Zbigniew Wassermann            |        | PiS        | 31 oktober 2005  | 14 juli 2006     |

Mazowiecki (1989-1991) ·
Bielecki (1991) ·
Olszewski (1991-1992) ·
Pawlak I (1992) ·
Suchocka (1992-1993) ·
Pawlak II (1993-1995) ·
Oleksy (1995-1996) ·
Cimoszewicz (1996-1997) ·
Buzek (1997-2001) ·
Miller (2001-2004) ·
Belka I (2004) ·
Belka II (2004-2005) ·
Marcinkiewicz (2005-2006) ·
Kaczyński (2006-2007) ·
Tusk I (2007-2011) ·
Tusk II (2011-2014) ·
Kopacz (2014-2015) ·
Szydło (2015-2017) ·
Morawiecki (2017-2019) ·
Morawiecki (2019-2023) ·
Morawiecki (2023) ·
Tusk III (2023-) ·